# Giovanni Paolo Colonna
Giovanni Paolo Colonna, född 16 juni 1637 i Bologna, död 28 november 1695 i Bologna, var en italiensk tonsättare.
Colonna var elev till bland andra Giacomo Carissimi, och var verksam som kyrkokapellmästare i Bologna och ansedd som en av sitt århundrades främsta italienska kyrkomusiker. Som huvudman för den särskilt under slutet av 1600-talet berömda musikskolan i Bologna utövade Colonna en betydande verksamhet.
Bland hans många verk märks oratorier, mässor, psalmer och operor.